# Pterolophia gabonica
Pterolophia gabonica là một loài bọ cánh cứng trong họ Cerambycidae.